# Tomás Romero Pereira
Tomás Romero Pereira (Encarnación, 4 ottobre 1886 – Asunción, 12 agosto 1982) è stato un politico e militare paraguaiano.
È stato presidente del Paraguay in carica dal 5 maggio al 15 agosto 1954. Anticomunista dichiarato, era membro del Partido Colorado.